# Halenbeck-Rohlsdorf
Halenbeck-Rohlsdorf es un municipio situado en el distrito de Prignitz, en el estado federado de Brandeburgo (Alemania), a una altitud de 90 metros. Su población a finales de 2016 era de unos 500 habs. y su densidad poblacional, 13 hab/km².